# Col·legi d'Advocats de Granollers
L'Il·lustre Col·legi d'Advocats de Granollers és una corporació professional a la qual han de pertànyer els llicenciats en dret per a poder exercir al partit judicial de Granollers, que coincideix bàsicament amb la comarca del Vallès Oriental.
La institució va néixer el 19 de juliol de 1923, amb quaranta lletrats inscrits. El desembre de 2013, el Col·legi va rebre la Medalla de la Ciutat de Granollers, en reconeixement de la seva trajectòria i la tasca realitzada, garantint la justícia gratuïta a les persones que ho requereixin, amb un alt grau de qualitat professional.
El 2023 van rebre una menció honorífica del Departament de Justícia de la Generalitat de Catalunya amb motiu del centenari de la fundació, per la tasca en la defensa dels drets humans i la contribució a la promoció de la justícia social al territori.